# Mui Tsai
Mui Tsai (kantonesisch 妹仔, Jyutping Mui6*1zai2 Pinyin Mèizǎi) ist ein kantonesischer Begriff und bedeutet Dienstmagd bzw. Dienstmädchen und soll nicht verwechselt werden mit der kantonesischen Bezeichnung Muimui Tsai (kant. 妹妹仔, Jyutping Mui6*4mui6*2zai2 Pinyin Mèimeizǎi) für kleine Schwester, kleines Mädchen bzw. die allgemeine chinesische Bezeichnung Muimui (chinesisch 妹妹, Pinyin Mèimei, Jyutping Mui6*4mui6*2) für „jüngere Schwester“ bzw. „junges Mädchen“. Der kantonesische Begriff Mui Tsai ist synonym zum chinesischen Begriff Yāhuan (丫鬟, Jyutping Aa1waan4) bzw. Bìnǚi (婢女, Jyutping Pei5neoi5) aus dem feudalen China, eine Bezeichnung für junge chinesische Frauen, die als Dienstmädchen in reichen chinesischen Haushalten arbeiten. Die Frauen kommen üblicherweise aus armen Familien und werden für mehrere Jahre verkauft, bevor sie heiraten. Solche Vereinbarungen wurden in der damaligen chinesischen Gesellschaft als gemeinnützig betrachtet, da sich der Lebensstandard der Frauen verbessern kann.
Hierzu muss man wissen, dass die traditionelle chinesische Familie einen männlichen Nachkommen als Stammhalter braucht. Arme Eltern, die nicht in der Lage sind, mehrere Kinder zu unterhalten, haben früher auch neugeborene Mädchen getötet. Angesichts drückender Armut kann durch den Weiterverkauf wenigstens das Überleben der Mädchen sichergestellt werden.
Allerdings gibt es oft keine schriftlichen Verträge zwischen den betroffenen Parteien, beispielsweise zwischen einer „privillegierten“ gebildete Familie und weniger gebildete Familie oder Bauernfamilie mit Analphabetismus. Manche dieser Frauen werden sogar von deren „Besitzer“ in die Prostitution weiterverkauft. Es gibt jedoch auch Fällen bei dem Frauen das „Glück“ haben Konkubinen oder Mätresse des Hausherrs zu werden und so in der Gesellschaft sozial aufzusteigen. Das Mui-Tsai-System war bis in die 1940er Jahre vor allem in China, Hongkong, Singapur und Teilen von Südostasien weit verbreitet.

## Hongkong
Im 19. Jahrhundert wurden von der britischen Regierung zunächst der Slave Trade Act und später der Slavery Abolition Act erlassen, mit dem die Sklaverei verboten wurde. In der britischen Kolonie Hongkong gab es lange Zeit keine Beschränkung bei der Weitergabe von Mädchen als Mui Tsais, da dies traditionell als eine familiäre Angelegenheit betrachtet wurde.
Nach Pressekampagnen in Großbritannien versprach der Kolonialminister Winston Churchill die Abschaffung des Mui-Tsai-Systems in Hongkong innerhalb eines Jahres. Auf Druck des britischen Parlaments erließ die Regierung von Hongkong 1923 das Gesetz für weibliche Hausangestellte (Female Domestic Service Bill), mit dem der Import und die Weitergabe von Mui Tsai verboten wurde. Die Forderung nach Registrierung aller Mui Tsais wurde allerdings verschoben. Die Einhaltung des Gesetzes wurde nicht ernsthaft überwacht.
1926 unterzeichnete Großbritannien die Slavery Convention des Völkerbundes. Das Thema Mui Tsais wurde bald Gegenstand einer internationalen Untersuchung. Nach starkem politischem Druck erließ die Regierung von Hongkong 1929 die Verordnung für weibliche Hausangestellte (Female Domestic Service Ordinance). Alle Mui Tsais mussten bis zum 31. Mai 1930 registriert werden. Danach war keine Registrierung und somit auch kein Verkauf mehr erlaubt. Inspektoren wurden ernannt, die die Mui Tsais besuchten, um sicherzustellen, dass sie nicht misshandelt wurden und ihren Lohn erhielten.
Der letzte Fall wurde 2005 bekannt. Chinesische Eltern erhielten eine Ablösesumme für ihre Tochter, die nach Hongkong gebracht wurde. Sie musste ununterbrochen von Sonnenaufgang bis Sonnenuntergang arbeiten. Nach körperlicher Misshandlung wurde sie schließlich in ein Krankenhaus eingeliefert.

## Macau
Im 16. Jahrhundert war es in Macau üblich, dass arme Familien ihre Töchter für 40 Jahre als Hausdienerinnen vermieteten. Als die Portugiesen in Macau siedelten, haben sie Mui Tsais nicht nur im Haushalt eingesetzt, sondern auch Bordelle eingerichtet, wogegen die zuständigen Mandarine allerdings protestierten.

## USA
Im 19. Jahrhundert immigrierten viele chinesische Arbeiter in die USA. Durch den Chinese Exclusion Act von 1882 konnten chinesische Arbeiter keine Frauen aus China nachholen und durften auch keine Frauen mit anderer Nationalität heiraten. Nun immigrierten viele chinesische Mädchen und junge Frauen mit falschen Papieren, in denen bescheinigt wurde, dass sie Ehefrauen oder Töchter der Oberklasse wären. Sie wurden als Hausmädchen verkauft und, wenn sie älter wurden, oft in die Prostitution weiterverkauft. Mui Tsais erhielten Unterstützung von reformierten Christen in San Francisco. Das Presbyterianische Missionshaus in San Franciscos Chinatown rettete chinesische Mädchen und Frauen vor Missbrauch.
Trotz der Arbeit der Reformer in den USA existierte das dortige Mui-Tsai-System bis ins frühe 20. Jahrhundert.